# Мика Пинто
Михаел Гонсалвеш Пинто (на португалски: Michael Gonçalves Pinto), по-известен като Мика Пинто (роден на 4 юни 1993 г.) е люксембургски футболист от португалски произход, който играе като ляв бек за ЦСКА София и националния отбор на Люксембург.

## Клубна кариера
На юношеско ниво той преминава през отборите на „Йънг Бойс“ (Дикирх) и „Мец“, преди да бъде привлечен в школата на „Спортинг Лисабон“ през 2007 г. Дебютът му за втория отбор на клуба, състезаващ се във Втора лига, е на 11 август 2012 г., а първия си гол отбелязва на 24 февруари 2013 г. при победата с 5:1 над „Фреамунде“. Въпреки че пропуска около три месеца от сезон 2013/2014 поради проблеми в коленете, той е титуляр в продължение на три сезона за втория отбор на „Спортинг“, записвайки 84 мача.
През август 2015 г. е даден под наем на испанския третодивизионен „Рекреативо“, за който изиграва 15 мача, преди да разтрогне договора си през януари 2016 г. поради неизплатени заплати. След завръщането си във втория отбор на „Спортинг“, той записва още 5 мача през пролетта на 2016 г., а през май подписва договор с „Белененсеш“, като „лъвовете“ запазват 50% от правата му. Там обаче не му потръгва и той участва само в шест мача, преди да бъде даден под наем на „Униао Мадейра“ през август 2017 г. След дванадесет мача за първенство и още три за купата на Португалия, той преминава със свободен трансфер в нидерландския „Фортуна Ситард“, намиращ се тогава във Втора дивизия, през януари 2018 г.
Там той се налага като титуляр и след силен пролетен полусезон отборът му печели промоция за Ередивизи, завръщайски се там след 16-годишно отсъствие. В следващия сезон той продължава да играе редовно, като през втората му половина дори му е поверена капитанската лента. Пинто стартира и сезон 2019/2020 като капитан на „Фортуна“, но в последствие не е използван толкова редовно. За „Фортуна Ситард“ той записва общо 49 мача за първенство и 1 за купата, като е капитан в 20 от тях и се отчита с 1 гол и 1 асистенция. Качествата му не остават незабелязани и през януари 2020 г. бива привлечен от „Спарта Ротердам“ със свободен трансфер. След първите няколко месеца, когато играе по-рядко, той се налага като титуляр и в новия си отбор, като играе редовно в следващите три сезона. Общо за „Спарта“ той записва 84 мача за първенство и 4 за купата, в които се отчита с 4 гола и 9 асистенции.
След изтичането на договора му той подписва за два сезона с друг отбор от Ередивизи – „Витес“. Въпреки че е титуляр и там, тимът не се радва на добър сезон и изпада във Втора дивизия. Записал 23 мача за първенство и 3 купата с 1 гол и 2 асистенции, след края на сезон 2023/2024 Пинто напуска отбора по взаимно съгласие.

### ЦСКА
В края на август 2024 г. Пинто прави нова стъпка в кариерата си, като подписва с ЦСКА. Дебютът му е на 16 септември при победата с 3:0 над „Локомотив София“. Въпреки че през есента пропуска някои мачове поради травма, се утвърждава като първи избор на позицията на левия бек, а в мача срещу „Арда“ на 16 февруари 2025 г. бележи първия си гол за отбора.

## Национален отбор
Тъй като притежава и португалско гражданство, първоначално Пинто е повикан в юношеския национален отбор на Португалия до 18 години, за който записва 9 мача с 1 гол, а после попада и в тима до 20 години, с който участва като титуляр на световното първенство за младежи до 20 години в Турция през 2013 г., където отборът на Португалия стига до осминафинал.
През 2020 г. е повикан в тима на Люксембург и дебютира за него в приятелски двубой срещу Лихтенщайн на 7 октомври. Оттогава се утвърждава като титуляр на позицията си и до края на 2024 г. записва 38 мача с 1 гол.

## Статистика
Клубно ниво
| Отбор                | Сезон            | Първенство                        | Първенство | Първенство | Национална купа | Национална купа | Купа на лигата | Купа на лигата | Европа | Европа | Други  | Други  | Общо   | Общо   |
| Отбор                | Сезон            | Дивизия                           | Мачове     | Голове     | Мачове          | Голове          | Мачове         | Голове         | Мачове | Голове | Мачове | Голове | Мачове | Голове |
| -------------------- | ---------------- | --------------------------------- | ---------- | ---------- | --------------- | --------------- | -------------- | -------------- | ------ | ------ | ------ | ------ | ------ | ------ |
| Спортинг II          | 2012–13          | Лига де Онра                      | 35         | 1          | —               | —               | —              | —              | —      | —      | —      | —      | 35     | 1      |
| Спортинг II          | 2013–14          | Лига де Онра                      | 12         | 0          | —               | —               | —              | —              | —      | —      | —      | —      | 12     | 0      |
| Спортинг II          | 2014–15          | Лига де Онра                      | 37         | 0          | —               | —               | —              | —              | —      | —      | —      | —      | 37     | 0      |
| Спортинг II          | Общо             | Общо                              | 84         | 1          | —               | —               | —              | —              | —      | —      | —      | —      | 84     | 1      |
| Рекреативо           | 2015–16          | Сегунда Дивисион Б                | 15         | 0          | 1               | 0               | —              | —              | —      | —      | —      | —      | 16     | 0      |
| Спортинг II          | 2015–16          | Лига де Онра                      | 5          | 0          | —               | —               | —              | —              | —      | —      | —      | —      | 5      | 0      |
| Белененсеш           | 2016–17          | Примейра Лига                     | 6          | 0          | 0               | 0               | 2              | 0              | —      | —      | —      | —      | 8      | 0      |
| Униао Мадейра (наем) | 2017–18          | Лига де Онра                      | 12         | 0          | 3               | 0               | 1              | 0              | —      | —      | —      | —      | 16     | 0      |
| ФК Фортуна (Ситард)  | 2017–18          | Еерсте дивиси                     | 14         | 1          | —               | —               | —              | —              | —      | —      | —      | —      | 14     | 1      |
| ФК Фортуна (Ситард)  | 2018–19          | Ередивизи                         | 28         | 0          | 1               | 0               | —              | —              | —      | —      | —      | —      | 29     | 0      |
| ФК Фортуна (Ситард)  | 2019–20          | Ередивизи                         | 7          | 0          | —               | —               | —              | —              | —      | —      | —      | —      | 7      | 0      |
| ФК Фортуна (Ситард)  | Общо             | Общо                              | 49         | 1          | 1               | 0               | —              | —              | —      | —      | —      | —      | 50     | 1      |
| Спарта Ротердам      | 2019–20          | Ередивизи                         | 3          | 0          | —               | —               | —              | —              | —      | —      | —      | —      | 3      | 0      |
| Спарта Ротердам      | 2020–21          | Ередивизи                         | 25         | 1          | 1               | 0               | —              | —              | —      | —      | —      | —      | 26     | 1      |
| Спарта Ротердам      | 2021–22          | Ередивизи                         | 24         | 0          | 2               | 0               | —              | —              | —      | —      | —      | —      | 26     | 0      |
| Спарта Ротердам      | 2022–23          | Ередивизи                         | 32         | 3          | 1               | 0               | —              | —              | —      | —      | —      | —      | 33     | 3      |
| Спарта Ротердам      | Общо             | Общо                              | 84         | 4          | 4               | 0               | —              | —              | —      | —      | —      | —      | 88     | 4      |
| СБВ Витесе           | 2023–24          | Ередивизи                         | 23         | 1          | 3               | 0               | —              | —              | —      | —      | —      | —      | 26     | 1      |
| ЦСКА София           | 2024–25          | Първа професионална футболна лига | 7          | 0          | 0               | 0               | —              | —              | —      | —      | —      | —      | 7      | 0      |
| Общо в кариерата     | Общо в кариерата | Общо в кариерата                  | 285        | 7          | 13              | 0               | 3              | 0              | 0      | 0      | 0      | 0      | 301    | 7      |

### Национално ниво
| Нaционален отбор | Година | Мачове | Голове |
| ---------------- | ------ | ------ | ------ |
| Люксембург       | 2020   | 5      | 0      |
| Люксембург       | 2021   | 11     | 1      |
| Люксембург       | 2022   | 10     | 0      |
| Люксембург       | 2023   | 5      | 0      |
| Люксембург       | 2024   | 7      | 0      |
| Общо             | Общо   | 38     | 1      |

### Голове за националния отбор
Scores and results list Luxembourg's goal tally first.
| No. | Дата             | Място                                              | Съперник | Гол за | Краен резултат | Състезание                        |
| --- | ---------------- | -------------------------------------------------- | -------- | ------ | -------------- | --------------------------------- |
| 1.  | 1 септември 2021 | Стад дьо Люксембург, Люксембург (град), Люксембург |          | 1–0    | 2–1            | 2022 FIFA World Cup qualification |

## Индивидуални награди и отличия
Отбор на месеца на Ередивизи: октомври 2022, март 2023, април 2023